# Lijst van Formule 1 Grand Prix-winnaars (constructeurs)
De Lijst van Formule 1 Grand Prix-winnaars (constructeurs) bevat alle Formule 1-constructeurs die één of meer Grand Prix-overwinningen op hun naam hebben staan.
- De winnaars van de Indianapolis 500 van 1950 tot 1960 zijn opgenomen in de lijst omdat de race toen meetelde voor het kampioenschap. De Indy 500 wordt echter niet beschouwd als een Grand Prix.

## Aantal Grand Prix-overwinningen
- Tabel bijgewerkt tot en met de GP van Hongarije, 3 augustus 2025.
- Actieve teams in het huidige seizoen zijn vetgedrukt.

|    | Constructeur          | Land                | Aantal | Actieve jaren                      | Eerste overwinning    | Laatste overwinning        |
| -- | --------------------- | ------------------- | ------ | ---------------------------------- | --------------------- | -------------------------- |
| 1  | Ferrari               | Italië              | 248    | 1950–                              | Groot-Brittannië 1951 | Mexico-Stad 2024           |
| 2  | McLaren               | Verenigd Koninkrijk | 200    | 1966–                              | België 1968           | Hongarije 2025             |
| 3  | Mercedes              | Duitsland           | 130    | 1954–1955 2010–                    | Frankrijk 1954        | Canada 2025                |
| 4  | Red Bull Racing       | Oostenrijk          | 124    | 2005–                              | China 2009            | Emilia-Romagna 2025        |
| 5  | Williams              | Verenigd Koninkrijk | 114    | 1975–                              | Groot-Brittannië 1979 | Spanje 2012                |
| 6  | Team Lotus            | Verenigd Koninkrijk | 79     | 1958–1994                          | Monaco 1960           | Verenigde Staten Oost 1987 |
| 7  | Renault/Alpine        | Frankrijk           | 36     | 1977–1985 2002–2011 2016–          | Frankrijk 1979        | Hongarije 2021             |
| 8  | Brabham               | Verenigd Koninkrijk | 35     | 1962–1987 1989–1992                | Frankrijk 1964        | Frankrijk 1985             |
| 9  | Benetton              | Verenigd Koninkrijk | 27     | 1986–2001                          | Mexico 1986           | Duitsland 1997             |
| 10 | Tyrrell               | Verenigd Koninkrijk | 23     | 1970–1998                          | Spanje 1971           | Verenigde Staten Oost 1983 |
| 11 | BRM                   | Verenigd Koninkrijk | 17     | 1951 1956–1977                     | Nederland 1959        | Monaco 1972                |
| 12 | Cooper                | Verenigd Koninkrijk | 16     | 1950 1952–1969                     | Argentinië 1958       | Zuid-Afrika 1967           |
| 13 | Alfa Romeo            | Italië              | 10     | 1950–1951 1979–1985 2019–2023      | Groot-Brittannië 1950 | Spanje 1951                |
| 14 | Maserati              | Italië              | 9      | 1950–1960                          | Italië 1953           | Duitsland 1957             |
| 14 | Vanwall               | Verenigd Koninkrijk | 9      | 1954–1960                          | Groot-Brittannië 1957 | Marokko 1958               |
| 14 | Matra                 | Frankrijk           | 9      | 1967–1972                          | Nederland 1968        | Italië 1969                |
| 14 | Ligier                | Frankrijk           | 9      | 1976–1996                          | Zweden 1977           | Monaco 1996                |
| 18 | Brawn                 | Verenigd Koninkrijk | 8      | 2009                               | Australië 2009        | Italië 2009                |
| 19 | Kurtis Kraft          | Verenigde Staten    | 5      | 1950–1960                          | Indianapolis 500 1950 | Indianapolis 500 1955      |
| 20 | Jordan                | Ierland             | 4      | 1991–2005                          | België 1998           | Brazilië 2003              |
| 21 | Watson                | Verenigde Staten    | 3      | 1950–1953 1956–1960                | Indianapolis 500 1956 | Indianapolis 500 1960      |
| 21 | March                 | Verenigd Koninkrijk | 3      | 1970–1977 1981–1982 1987–1989 1992 | Spanje 1970           | Italië 1976                |
| 21 | Wolf                  | Canada              | 3      | 1977–1979                          | Argentinië 1977       | Canada 1977                |
| 21 | Honda                 | Japan               | 3      | 1964–1968 2006–2008                | Mexico 1965           | Hongarije 2006             |
| 25 | Epperly               | Verenigde Staten    | 2      | 1955 1957–1960                     | Indianapolis 500 1957 | Indianapolis 500 1958      |
| 25 | Toro Rosso/AlphaTauri | Italië              | 2      | 2006–                              | Italië 2008           | Italië 2020                |
| 25 | Lotus                 | Verenigd Koninkrijk | 2      | 2012–2015                          | Abu Dhabi 2012        | Australië 2013             |
| 28 | Kuzma                 | Verenigde Staten    | 1      | 1951–1960                          | Indianapolis 500 1952 | Indianapolis 500 1952      |
| 28 | Porsche               | Duitsland           | 1      | 1957–1964                          | Frankrijk 1962        | Frankrijk 1962             |
| 28 | Eagle                 | Verenigde Staten    | 1      | 1966–1969                          | België 1967           | België 1967                |
| 28 | Hesketh               | Verenigd Koninkrijk | 1      | 1974–1978                          | Nederland 1975        | Nederland 1975             |
| 28 | Penske                | Verenigde Staten    | 1      | 1974–1977                          | Oostenrijk 1976       | Oostenrijk 1976            |
| 28 | Shadow                | Verenigd Koninkrijk | 1      | 1973–1980                          | Oostenrijk 1977       | Oostenrijk 1977            |
| 28 | Stewart               | Verenigd Koninkrijk | 1      | 1997–1999                          | Europa 1999           | Europa 1999                |
| 28 | BMW Sauber            | Duitsland           | 1      | 2006–2009                          | Canada 2008           | Canada 2008                |
| 28 | Racing Point          | Verenigd Koninkrijk | 1      | 2019–2020                          | Sakhir 2020           | Sakhir 2020                |